# Alchemilla ulugurensis
Alchemilla ulugurensis é uma espécie de rosácea do gênero Alchemilla, pertencente à família Rosaceae.